# Province de Liège I (Schiff, 2012)
Der Schul-Koppelverband Province de Liège wurde von der Schiffswerft Gebr. Jooren für die belgische École de Polytechnique in Huy zur Ausbildung angehender Binnenschiffer gebaut. Die Einheit wurde am 4. Mai 2012 getauft und ihrer Bestimmung übergeben. Das alte Schulschiff Libertas, eine Péniche von 1921, wurde dadurch ersetzt.

## Verwendung
Der insgesamt 85 Meter lange Schulkoppelverband wurde als Ersatz für das alte Schulschiff Libertas gebaut und ist mit seinen Abmessungen auch für die Fahrt auf dem Canal du Nord geeignet. Die Länge von 85 Meter ist erforderlich, um das belgische Binnenschifferpatent zu erlangen. Der Schubleichter kann auch allein auf dem Canal de Saint-Quentin fahren. Für die Ausbildung der angehenden Binnenschiffer sind beide Schiffe mit allen modernen Überwachungs- und Bedienungseinrichtungen, wie sie heute auf Binnenschiffen verwendet werden, ausgerüstet.

## Bau und Ausrüstung

### Province de Liège I
Das 50 Meter lange Motorschiff Province de Liège I wird von zwei Scania-Dieselmotoren DI 12-59M mit je 260 kW angetrieben, die auf zwei Veth-Z-Ruderpropeller wirken. Als Manövrierhilfe dient ein Vierkanal-Bugstrahlruder vom Typ Veth-Jet 4-K-800, das von einem Sisu-Dieselmotor mit 118 kW angetrieben wird. Für die Stromversorgung sind zwei Sisu-Dieselgeneratoren mit je 63 kVA installiert.
Die Unterkunft für die 20 Auszubildenden und die Küche befinden sich unter Deck, die Stammbesatzung wohnt in dem achtern gelegenen Deckshaus. Alle Räume sind klimatisiert und verfügen über eine Fußbodenheizung. An Deck ist ein Schulungsraum eingerichtet. Das Ruderhaus ist in der Höhe verstellbar und mit allen zur sicheren Navigation erforderlichen Einrichtungen versehen. Zum Verankern sind zwei hydraulisch absenkbare Ankerpfähle eingebaut.

### Province de Liège II
Der 34 Meter lange Tanker Province de Liège II wird bei dem Betrieb im Koppelverband als Leichter geschoben. Er ermöglicht das praxisnahe Laden und Löschen flüssiger Stoffe. Mit dem an Bord befindlichen Autokran kann das Verladen trockener Güter geübt werden. Im hinteren Teil befindet sich unter Deck ein Schulungsraum mit einer kleinen Küche. Darüber befindet sich ein modern ausgerüsteter Steuerstand für die Alleinfahrt. Als Antrieb ist ein Veth-Z-Antrieb VZ-200 mit einem 350 PS Scania-Dieselmotor im Heck eingebaut und als Manövrierhilfe ein Veth-Bugstrahlruder mit um 360° drehbarem Steuerrost vom Typ VSG-800 eingebaut, das von einem 100 kW starken Elektromotor angetrieben wird. Mit dieser Einrichtung ist ein selbstständiges Fahren möglich. Zur Stromversorgung sind zwei Sisu-Dieselgeneratoren mit 63 kVA bzw.134 kVA eingebaut. Beide Generatoren sind geräuschgedämmt. Der Leichter ist ebenfalls mit zwei Ankerpfählen ausgerüstet.